# Джазират-Хавар
Джазират-Хавар (араб. جزيرة حوار‎) — крупнейший остров архипелага Хавар в Персидском заливе. Административно относится к Южной мухафазе Бахрейна.
Остров вытянут в меридиональном направлении. Длина острова составляет 18 км, а ширина варьируется от 0,9 до 5,2 км. Площадь 40 км². Отделён узким проливом (3—4 км) от остальных островов группы. Остров Джазират-Хавар пологий (максимальная его высота — 19 м над уровнем моря), песчаный и безводный; его северо-западная и юго-восточая оконечности заняты солончаками. Береговая линия изрезанная. Со всех сторон он окружен мелями, среди которых местами встречаются коралловые рифы. Наибольшее число таких рифов сконцентрировано у северной его оконечности.
В решении от 16 марта 2001 года Международный суд ООН вынес постановление по существу дела о делимитации морской границы и территориальных вопросах между Катаром и Бахрейном. Он постановил, что государство Бахрейн имеет суверенитет над островами Хавар.